# Michael McMahon (Politiker, 1961)

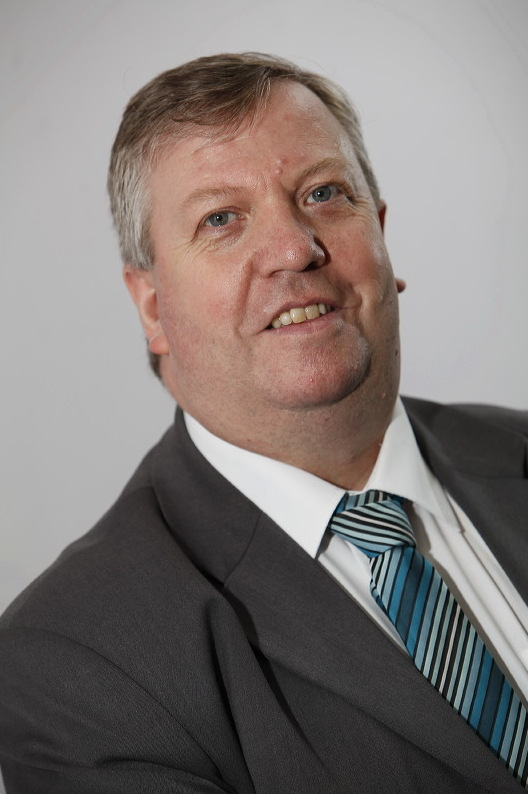
Michael McMahon

Michael McMahon (* 18. September 1961 in Bellshill) ist ein schottischer Politiker und Mitglied der Labour Party.
McMahon besuchte die Our Lady’s High School in Motherwell und studierte anschließend an der Glasgow Caledonian University Sozialwissenschaften und schloss als Bachelor ab.

## Politischer Werdegang
Bei den Schottischen Parlamentswahlen 1999 trat McMahon als Kandidat der Labour Party für den Wahlkreis Hamilton North and Bellshill an. Mit deutlichem Vorsprung vor dem Kandidaten der SNP errang er das Mandat und zog in das neugeschaffene Schottische Parlament ein. Bei den folgenden Parlamentswahlen 2003 und 2007 verteidigte er sein Mandat. Im Zuge der Wahlkreisreform 2011 wurde der Wahlkreis Hamilton North and Bellshill aufgelöst. Aus diesem Grund trat McMahon zu den Parlamentswahlen 2011 für den neugeschaffenen Wahlkreis Uddingston and Bellshill, in dem weite Teile des ehemaligen Wahlkreises aufgegangen sind, an. McMahon errang das Mandat mit knappem Vorsprung vor dem Kandidaten der SNP. Schließlich unterlag McMahon bei den Wahlen 2016 dem SNP-Kandidaten Richard Lyle und schied in der Folge aus dem schottischen Parlament aus.